# Noorderhaven 106 (Harlingen)
Het pakhuis aan de Noorderhaven 106 is een monumentaal pand in de stad Harlingen in de Nederlandse provincie Friesland.

## Geschiedenis
Het pakhuis, met vier verdiepingen, werd in 1657 gebouwd in opdracht van de koopman Sicce Lubberts. De begane grond was bestemd voor de opslag van wijn en de vier verdiepingen dienden als graanpakhuis. De voorgevel aan de noordzijde heeft een laatmaniëristische trapgevel. De ontlastingsbogen van de vensters op de verdiepingen zijn gedecoreerd met een blokvormig patroon. Het pand staat op de hoek van de Roepersteeg. In de zijgevel aan de Roepersteeg bevindt zich een trapgevel voorzien van een hijsbalk. Achter dit pand liet Lubberts in hetzelfde jaar 1657 de mouterij verbouwen tot eveneens een pakhuis. Ook het woonhuis daarachter, staande aan de Voorstraat 61, was in het bezit van Lubberts en werd door hem in 1657 voorzien van laatmaniëristische trapgevel. In deze woning zou in 1898 de schrijver Simon Vestdijk worden geboren.

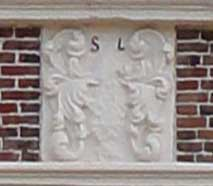
De gevelsteen met de initialen van Sicce Lubberts

Ter weerszijden van de vensters op de eerste verdieping bevinden zich reliëfs met de afbeeldingen van de Romeinse godheden Venus, Ceres, Bacchus en Aeolus of Fortuna als symbolen voor de vier jaargetijden. In het fries in de voorgevel bevinden zich gevelstenen met daarop "anno", "1657" en een steen met een reliëfdecoratie en de initialen S en L, van de eigenaar Sicce Lubberts (zie afbeelding)
Het pand is erkend als rijksmonument. Sinds 1930 is het pand in het bezit van de vereniging Hendrick de Keyser, in 1978 werd het voormalige pakhuis gerestaureerd.

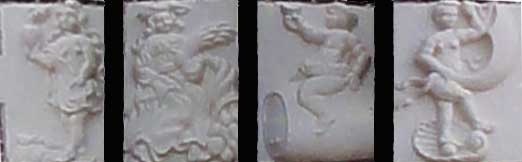
De reliëfs met de Romeinse godheden als symbolen voor de vier jaargetijden